# Giuliano Losacco
Giuliano Losacco (n. 17 de marzo de 1977, São Paulo, Estado homónimo) es un piloto brasileño de automovilismo de velocidad. Desarrolló su carrera deportiva compitiendo a nivel nacional e internacional, en distintas categorías de monoplaza y turismos. Debutó a nivel nacional compitiendo en las fórmulas Ford y Chevrolet paulistas y en la categoría Copa Fiat Uno. Después de ello, comenzó a competir a nivel internacional, donde participó en las categorías Fórmula Vauxhall de Inglaterra, Fórmula Ford de Norteamérica y Fórmula Renault de Europa. También compitió a nivel continental en la Fórmula 3 Sudamericana en el año 2000, retornando definitivamente a su país en el año 2001.
En el año 2002, debutó en el Stock Car Brasil compitiendo en la divisional Stock Car Light para pasar al año siguiente a competir en el Stock Car V8. En esta última categoría, Se consagró campeón en dos oportunidades en los años 2004 y 2005, siendo además el último piloto en campeonar con un Chevrolet Astra.
Compitió también en las categorías Copa Fiat Linea y Campeonato Brasileño de Marcas entre los años 2010 y 2012, oficializando su retiro definitivo en el año 2014 compitiendo una vez más en la Stock Car Brasil. Con sus dos títulos de campeón, es el quinto máximo campeón histórico de la Stock Car, siendo superado por Ingo Hoffmann (12), Cacá Bueno (5), Paulo Gomes (4) y Chico Serra (3). 

## Trayectoria
2014 Stock Car V8, 1 carrera Chevrolet Sonic		
2012 Stock Car V8 Peugeot 408		
2012 Trofeo Línea Brasil Fiat Linea		
2011 Stock Car V8 Chevrolet Vectra III
2011 Trofeo Línea Brasil Fiat Linea		
2011 Debut en Campeonato Brasileño de Marcas Toyota Corolla		
2010 Stock Car V8 Peugeot 307		
2010 Debut en Trofeo Línea Brasil Fiat Linea		
2009 Stock Car V8 Peugeot 307		
2008 Stock Car V8 Peugeot 307		
2008 GT3 Brasil Championship Ferrari F430 GT3		
2007 Stock Car V8 Chevrolet Astra		
2007 200 km de Buenos Aires de TC 2000 Chevrolet Astra		
2007 GT3 Brasil Championship, 2 carreras Ferrari F430 GT3		
20 06 Stock Car V8 Chevrolet Astra		
2006 Mil Milhas Brasil, 1 carrera Mercedes DTM		
2006 Autozone West Series, 2 carreras Chevrolet Impala		
2005 Bicampeón Stock Car V8 Chevrolet Astra		
2005 Mil Milhas Brasileiras, 1 carrera Audi TT DTM		
2005 Brazilian Endurance Championship, Cat.I Audi DTM TTR		
2004 Campeón Stock Car V8 Chevrolet Astra		
2003 Debut en Stock Car V8 Chevrolet Vectra		
2002 Debut en Stock Car Light Chevrolet Omega		
2000 Campeonato Sudamericano de Fórmula 3 Dallara F394 (Opel)		
1998 Formula Renault Europe Tatuus RC98 (Renault F3R)		
1998 Championnat de France Formule Renault Tatuus RC98 (Renault)		
1997 USF2000 National Championship Van Diemen (Ford)		
1996 Formula Vauxhall Lotus (Vauxhall)
1995 Formula Chevrolet Brazil Techspeed (Chevrolet)		
1994 Copa Fiat Uno Fiat Uno		
1993 Fórmula Ford Brasil Techspeed (Ford)	
1990 Piloto de karts	
- [1]

### Palmarés
| Título  | Categoría    | Automóvil       | Año  |
| ------- | ------------ | --------------- | ---- |
| Campeón | Stock Car V8 | Chevrolet Astra | 2004 |
| Campeón | Stock Car V8 | Chevrolet Astra | 2005 |

## Resultados

### Turismo Competición 2000
| Año  | Equipo           | Auto               | 1  | 2  | 3  | 4   | 5   | 6  | 7  | 8   | 9   | 10  | 11  | 12  | 13 | 14  | Res. | Puntos |
| ---- | ---------------- | ------------------ | -- | -- | -- | --- | --- | -- | -- | --- | --- | --- | --- | --- | -- | --- | ---- | ------ |
| 2007 |                  |                    | CR | GR | BB | SMM | SJU | SP | AG | SFE | SRA | VIE | BA  | OBE | SL | PDE | -    | -      |
| 2007 | Chevrolet Elaion | Chevrolet Astra II |    |    |    |     |     |    |    |     |     |     | Ret |     |    |     | -    | -      |